# Тугулук (река)
Тугулук — река в России, протекает по Грачёвскому, Шпаковскому и Труновскому районам Ставропольского края. Длина реки составляет 42 км, площадь водосборного бассейна 381 км².
Начинается юго-восточнее села Тугулук (село). Течёт в северо-западном направлении по открытой местности мимо населённых пунктов Богатый, Ключевское. Устье реки находится в 20 км по правому берегу реки Ташлы в селе Донское.

## Данные водного реестра
По данным государственного водного реестра России относится к Донскому бассейновому округу, водохозяйственный участок реки — Егорлык от Новотроицкого гидроузла и до устья, речной подбассейн реки — бассейн притоков Дона ниже впадения Северского Донца. Речной бассейн реки — Дон (российская часть бассейна).
Код объекта в государственном водном реестре — 05010500612107000016935.